# Uwe Lindenlaub
Uwe Lindenlaub (* 6. Juli 1966 in Nordhausen) ist ein deutscher Tischtennisspieler. Er gehörte in den 1980er Jahren zu den besten Spielern der DDR und gewann 1990 die letzte DDR-Meisterschaft im Einzel.

## Nationale Erfolge
Bei den nationalen Meisterschaft der DDR gewann Uwe Lindenlaub insgesamt sechs Titel. Von 1988 bis 1990 wurde er dreimal in Folge DDR-Meister im Einzel. Den Mixedwettbewerb gewann er 1985 und 1986 mit Eva Kummer sowie 1990 mit Conny Reichert.
Lindenlaub spielte für den Verein BSG Glückauf Bleicherode. Nach der Wende schloss er sich den Vereinen TTC Helga Hannover (ab 1990; 2. Bundesliga), Fuhlen und später TSV Hagenburg (ab 2000) an, wo er bis 2007 in der Regionalliga aktiv war. Danach spielte er beim TTS Borsum (von der Bezirksklasse bis zur Oberliga) in der zweiten bis vierten Mannschaft.

## International
Da sich die DDR ab 1972 im Tischtennis international abkapselte, hatte Uwe Lindenlaub keine Gelegenheit, sich international zu profilieren. Nach der Wende nahm er 1990 in Göteborg für die DDR an der Europameisterschaft teil.